# 166

166(백육십육)은 165보다 크고 167보다 작은 자연수다.

## 수학
- 합성수로, 그 약수는 1, 2, 83, 166이다. 진약수의 합은 86이므로, 166은 부족수다.
  - 55번째 반소수다. 앞의 반소수는 161, 다음 반소수는 169다.
- 11번째 중심있는 삼각수다. 앞의 중심있는 삼각수는 136, 다음은 199다.
- {\displaystyle 166=1^{2}+4^{2}+7^{2}+10^{2}}
  - 공차가 3인 네 자연수의 제곱합으로 나타낼 수 있는 가장 작은 수다. 이 성질을 지닌 다음 수는 214다.

## 과학
- NGC 166: 고래자리 방향에 있는 나선 은하.

## 교통
- 일본 166번 국도(일본어판): 오사카부 하비키노시에서 미에현 마쓰사카시까지 이어지는 일본의 국도.
- 현도 제166호선

## 군사
- U-166: 독일의 군용 잠수함. 제1차 세계 대전에 사용된 1918년제 모델(영어판)과 제2차 세계 대전에 사용된 1941년제 모델(영어판)이 있다.

## 문화유산
- 대한민국의 국보 제166호: 백자 철화매죽문 항아리
- 대한민국의 보물 제166호: 서울 홍제동 오층석탑
- 대한민국의 사적 제166호: 정읍 무성서원

## 방송
- 스카이라이프의 육아방송 채널 번호.
- 지니 TV의 영어 국제 방송인 아리랑TV 채널 번호.
- B tv의 미국 국제 방송인 폭스 뉴스 채널 번호.
- U+ TV의 이데일리TV 채널 번호.
- LG헬로비전의 OUN 방송대학TV 채널 번호.
- B tv 케이블의 WeeTV 채널 번호.

## 기타
- 연도: 166년, 기원전 166년